# Усос, Луис Мария
Луис Мария Усос Кинтана (исп. Luis María Usoz Quintana, баск. Luis Maria Usoz Quintana, 19 октября 1932, Сан-Себастьян, Испания — 10 марта 1992, Мадрид, Испания) — испанский хоккеист (хоккей на траве), нападающий. Бронзовый призёр летних Олимпийских игр 1960 года.

## Биография
Луис Мария Усос родился 19 октября 1932 года в испанском городе Сан-Себастьян.
Играл в хоккей на траве за команды из Сан-Себастьяна «Батабланка», «Теннис» и «Гавирия». Позже выступал за «Поло» из Барселоны и «Кампо Вилья» из Мадрида.
В 1960 году вошёл в состав сборной Испании по хоккею на траве на Олимпийских играх в Риме и завоевал бронзовую медаль. Играл на позиции нападающего, провёл 4 матча, забил 1 мяч в ворота сборной Швейцарии. 
В 1964 году вошёл в состав сборной Испании по хоккею на траве на Олимпийских играх в Токио, занявшей 4-е место. Играл на позиции нападающего, провёл 4 матча, мячей не забивал.
В 1968 году входил в тренерский штаб сборной Испании на летних Олимпийских играх в Мехико. В 1983 году был техническим директором женской сборной Испании на чемпионате мира. Работал тренером «Кампо Вилья».
Впоследствии был техническим директором Испанской федерации хоккея.
Умер 10 марта 1992 года в Мадриде.

## Семья
Сын Луиса Марии Усоса Пабло Усос (род. 1968) также выступал за сборную Испании по хоккею на траве. Участвовал в летних Олимпийских играх 1992, 1996, 2000 и 2004 годов. На Олимпиаде-96 завоевал серебряную медаль.

## Память
В Испании его именем назвали любительский хоккейный клуб «Депортиво Луис Мария Усос».